# Фурман Костянтин Валентинович
Костянтин Валентинович Фурман (нар. 13 квітня 1976, Вінниця, УРСР) — український баскетболіст.

## Клубна кар'єра
Кар'єру гравця розпочав 1993 року у БК «Вінниця». У 1994 році перейшов у МБК «Миколаїв», у складі якого виступав у кубку Європи. У 1997 та 1998 роках визнавався найкращий баскетболістом Миколаївської області. Сезон 1999/00 років провів у польському «Любліні». Напередодні старту сезону 1999/00 років перейшов до клубу німецької Бундесліги «Гамбург Тауерс». У німецькій Бундеслізі зіграв 30 матчів, де в середньому набирав 9,8 очок за поєдинок.  
Надалі виступав за польський клуб «Сталь Острув» (2001—2003) та французький клуб «Віши» (2003—2004), перш ніж знову повернутися в Німеччині, а з 2005 по 2008 роки залишався основним гравцем «Ансбаху» в Першій Регіоналлізі та Другій Бундеслізі Німеччини. У 2007 році виграв Південно-Східну групу Регіоналліги. Інтернет-сервіс eurobasket.com після сезону чемпіонату Фурман, який набрав 20,8 балів за матч, визначений гравцем року Південно-Східну групу Регіоналліги. 
По завершенні кар'єри гравця розпочав тренерську роботу, допомагав тренувати «Ансбах», «ТВ 1848 Швабах» та «Швабах».

## Кар'єра в збірній
Виступав за юнацьку збірну України з баскетболу. У 2000-2001 роках виступав за національну збірну України на відбірковому турнірі до чемпіонату Європи проти команди Ісландії, а також був у заявці на гру з Македонією. Також в 2001 році брав участь в представницькому турнірі в Ризі в рамках підготовки до ЧЄ-2001.

## Особисте життя
Дочка Костянтина Фурмана, Анна, брала участь у чемпіонаті Європи 2015 року в Португалії разом зі збірною Німеччини U-16 та у 2019 році в Чехії зі збірною U-20.

## Досягнення

### Клубні
БК «Миколаїв»
- Українська баскетбольна суперліга
  -  Бронзовий призер (1): 1998[9]

БК «Сталь»
- Чемпіонат Польщі
  -  Бронзовий призер (1): 2002

### Індивідуальні
- Учасник матчу зірок ПЛК (2003)[10]/
- Лідер GKR за ефективністю кидків з поза-меж 3-х очкової зони (2003)[11]